# Personally Conducted: A Trip to Bermuda
Personally Conducted: A Trip to Bermuda è un cortometraggio muto del 1912 diretto da J. Searle Dawley.

## Produzione
Il film, girato a Bermuda, fu prodotto dalla Edison Company.

## Distribuzione
Distribuito dalla General Film Company, il film - un cortometraggio in una bobina - uscì nelle sale cinematografiche statunitensi il 16 marzo 1912.